# Phloeonotus
Phloeonotus is een geslacht van rechtvleugeligen uit de familie doornsprinkhanen (Tetrigidae). De wetenschappelijke naam van dit geslacht is voor het eerst geldig gepubliceerd in 1887 door Bolívar.

## Soorten
Het geslacht Phloeonotus omvat de volgende soorten:
- Phloeonotus humilis Gerstaecker, 1869
- Phloeonotus masaiensis Grant, 1956
- Phloeonotus planus Podgornaya, 1982